# جان ویلارد ماریوت جونیور
جان ویلارد ماریوت جونیور (به انگلیسی: John Willard Marriott Jr) (زاده ۱۹۳۲) کارآفرین، بازرگان، هتلدار و مدیر ارشد اجرایی آمریکایی است، که در حال حاضر به‌عنوان رئیس هیئت مدیره شرکت گردشگری و هتل‌های زنجیره‌ای ماریوت فعالیت می‌کند.